# پوئبلوی آیلتا
پوئبلوی آیلتا (به انگلیسی: Pueblo of Isleta) یک منطقهٔ مسکونی در ایالات متحده آمریکا است که در نیومکزیکو واقع شده‌است.